# Chāndil
Chāndil är en ort i Indien.   Den ligger i distriktet Saraikela och delstaten Jharkhand, i den östra delen av landet, 1 100 km sydost om huvudstaden New Delhi. Chāndil ligger 182 meter över havet och antalet invånare är 4 657.
Terrängen runt Chāndil är platt. Runt Chāndil är det tätbefolkat, med 308 invånare per kvadratkilometer. Närmaste större samhälle är Kāndra, 11,7 km söder om Chāndil. Trakten runt Chāndil består till största delen av jordbruksmark.